# Veniliornis lignarius
Veniliornis lignarius là một loài chim trong họ Picidae.